# Беорна (король Восточной Англии)
Беорна (или Беонна) был королём Восточной Англии с 749 года. Он примечателен тем, что был первым королём Восточной Англии, на монетах которого были указаны как имя правителя, так и его титул. Дата окончания правления Беорны неизвестна, но, возможно, это было около 760 года. Считается, что он делил королевство с другим правителем по имени Этельберт и, возможно, с третьим человеком по имени Хун. Не все эксперты согласны с этими датами правления или характером его царствования: было высказано предположение, что он, возможно, правил один и был свободен от мерсийского господства примерно с 758 года.
Мало что известно о жизни Беорны или его правлении, поскольку от этого периода истории Восточной Англии не сохранилось ничего в письменной форме. Очень немногие первоисточники о Беорне состоят из пустых упоминаний о его восшествии на престол или правлении, написанных поздними летописцами, которых, до недавнего времени, было невозможно проверить. С 1980 года было найдено достаточное количество монет, свидетельствующих о том, что он действительно был исторической личностью. Они позволили учёным сделать выводы об экономических и лингвистических связях, которые существовали между Восточной Англией и другими частями Англии и Северной Европы во время его правления, а также об аспектах его собственной личности и правления.

## Предыстория
В отличие от королевств  Нортумбрия, Мерсия и Уэссекс, сохранилось значительно меньше достоверных исторических свидетельств о королевстве восточных англов. По мнению историка Барбары Йорк, это объясняется несколькими факторами: разрушением монастырей на территории королевства и утратой обоих епископств Восточной Англии. Эти процессы были связаны с набегами викингов и их последующим расселением в регионе.
Эльфвальд, предыдущий король, умер в 749 году, правив 36 лет. Во время правления Эльфвальда его королевство было с устойчивым ростом и стабильностью, хотя и под властью мерсийского короля Этельбальда, который правил своим королевством с 716 года до тех пор, пока не был убит своими же людьми в 757 году. Эльфвальд был последним из династии Вуффингов, которые правили Восточной Англией с VI века. Родословная в Английской коллекции, в которой перечислены Эльфвальд и его потомки, включает многих более ранних королей.

## Личность и совместное правление

Основные англосаксонские королевства

Идентификация Беорны как короля восточных англов основана на нескольких письменных источниках. Одним из источников является утверждение в Historia Regum XII века, что после смерти Эльфвальда regnum ...  ... hunbeanna et alberht sibi diviserunt (Ханбианна и Альберхт разделили королевство Восточных англов между собой). Считается, что Historia Regum была составлена Симеоном Даремским, но в настоящее время признано, что большая её часть была написана Берхтфертом примерно в конце X века. Другим источником является отрывок из Chronicon ex chronicis XII века, который, как когда-то считалось, был написан Иоанном Вустерским, в котором говорилось, что Беорнус был королём восточных англов. Третьим источником является список правителей в Chronicon ex chronicis, в котором говорится, что Regnante autem Merciorum rege Offa, Beonna regnavit in East-Anglia, et post illum Æthelredus (Во времена правления Оффы, короля Мерсии, Беонна правил в Восточной Англии, а после него Этельред ...).
В летописи за 749 год в Цветах истории, написанной хронистом Матвем Парижским в XIII веке, также сообщается, что Этельвольд, король восточных англов, умер, и Беорна и Этельберт разделили его владения между собой. Историки Х. М. Чедвик и Дороти Уайтлок предположили, что название Ханбианна следует разделить на два имени - Хун и Бианна, и что, возможно, существовало трёхстороннее разделение королевства. Согласно Стивену Планкетту, имя Ханбанна, возможно, было создано в результате ошибки переписчика.
Возможно, королевством никогда не управляли совместно Этельберт I и Беорна. Общепризнано, что Этельберт I и более поздний Этельберт II, правивший Восточной Англией до своей смерти в 794 году, являются разными королями, но историк Д. П. Кирби идентифицировал их как одного человека. Согласно Кирби, Беорна, возможно, взошёл на трон примерно в 758 году, и выпуск его монет может указывать на то, что Восточная Англия на некоторое время освободилась от мерсийского господства, что связывает правление Беорны с возможным распадом мерсийской гегемонии, произошедшим после смерти Этельбальда.

### Хун
Признание Беорны исторической личностью обособляет элемент Хун в слове Хунбианна. Бианна сама по себе является формой имени, состоящего из двух частей, и буква н в имени была интерпретирована как представляющая геминационную согласную.
Хун известен в Англии VIII и IX веков, например, как часть имени, состоящего из двух элементов. В IX веке в Восточной Англии были епископы Хелмхема по имени Эльфхун, Хунфертус и Хунбеорт, а также епископ Вустера по имени Этельхун. Хун также встречается как часть имени эмиссара монет. В Англии суть несколько топонимов, содержащих этот термин в качестве элемента личного имени, таких как Хансдон, Хартфордшир и Ханстон в западном Суссексе (но не Ханстон в Суффолке). Вполне возможно, что Хун был исторической личностью, чьё имя писец записал вместе с именем Беорны.
Альтернативная теория заключается в том, что латинская летопись, в которой упоминается Хунбеанна, была заимствована из древнеанглийского источника и что переводчик-переписчик неправильно истолковал здесь вступительное слово here как часть имени Беорна. Her – в этом году - обычное начало для древнеанглийских летописей, и типичная форма буквы r может быть легко неправильно истолкована как n.

### Беорнред из Мерсии
Чарльз Оман предположил, что Беорнред, который в 757 году на короткое время стал правителем Мерсии, прежде чем был изгнан Оффой, мог быть тем же человеком, что и Беорна. Альтернативная теория предполагает, что Беорна и Беорнред, возможно, были родственниками из одной династии, стремившейся править как в Мерсии, так и в Восточной Англии. Ни у одного известного представителя династии Вуффингов не было имени, начинающегося на букву В, но несколько мерсийских правителей, включая Беорнреда, использовали эту букву.
В 1996 году Марион Арчибальд и Валери Фенвик предложили альтернативную гипотезу, основанную на свидетельствах из монет и документах периода после завоевания. Признавая, что Беорна и Беорнред были одним и тем же лицом, они предположили, что после смерти Эльфвальда в 749 году Этельбальд из Мерсии назначил Беорнреда/Беорну править северной частью Восточной Англии, а Этельберта I, который, вероятно, принадлежал к династии Вуффингов, править на юге. Согласно Арчибальду и Фенвику, после того, как Этельбальд был убит в 757 году, Беорнред/Беорна стал королём Мерсии, во время которого в Восточной Англии была увеличена чеканка его монет, возможно, для удовлетворения военных потребностей. Затем, после нескольких месяцев, он был свергнут Оффой и вынужден бежать от него обратно в Восточную Англию. Этельберт I, который пытался восстановить Восточную Англию как независимое королевство и править единолично, и преуспел на короткое время, был свергнут Беорнредом/Беорной, примерно в 760 году. Вскоре после этого Оффа утвердил свою власть над восточными англами примерно в 760-765 годах и сместил Беорну.

## Чеканка

Распределение находок монет Беорны, изображённых на карте англосаксонской Восточной Англии. В кладе Мидл-Харлинг было найдено 53 монеты (37 из которых были изготовлены Эфе).

Англосаксонские короли выпускали монеты начиная с 620-х годов, первоначально из золота, но затем из электрума (сплава золота и серебра) и, в конечном счёте, из чистого серебра. Мало что известно об организации чеканки монет во времена правления Беорны, но можно предположить, что чеканщики, чеканившие монеты в этот период, действовали под покровительством короля, который в какой-то степени контролировал дизайн его монет. Растущий дефицит доступных слитков в северо-Западной Европе в первой половине VIII века, вероятно, был основной причиной снижения доли драгоценного металла, обнаруживаемого в скеатах местного производства. Примерно в 740 году Эдберт из Нортумбрии стал первым королём, который отреагировал на этот кризис, выпустив обновлённую монету постоянного веса с высокой долей серебра, которая в конечном итоге заменила обесценившуюся валюту. Другие короли последовали его примеру, в том числе Беорна и франкский король Пипин Короткий, на которого, по-видимому, оказали сильное влияние недавно введённые монеты как Беорны, так и Эдберта.
Образцы монет Беорны известны по двум отдельным кладам, а также по ряду отдельных находок. До 1968 года было известно только о пяти его монетах. В течение следующего десятилетия было обнаружено ещё несколько монет, прежде чем в 1980 году в Мидл-Харлинге, к северо-востоку от Тетфорда, недалеко от границы между графствами Норфолк и Суффолк, был обнаружен клад скеат и других монет. Всего в Мидл-Харлинге было раскопано 58 монет, 14 были найдены в Берроу-Хилле (Суффолк) и 35 - в других местах Восточной Англии и в других местах за её пределами. В настоящее время известно более сотни Беорн: большинство из них были приобретены Британским музеем.
Беорна был первым из королей Восточной Англии, на монетах которого были указаны как имя правителя, так и его титул. Его монеты крупнее, чем более ранние скеаты, но они маленькие по сравнению с пенни, выпущенными в англосаксонской Англии несколькими десятилетиями позже. В целом, они представляют собой важный датируемый рунический корпус и могут отражать характерное для Восточной Англии предпочтение рунических надписей. У Беорны было три чеканщика, имена которых известны: Верферт, Эфе и Уилред. Монеты, отчеканенные Верфертом, считаются самыми ранними. Его монеты и монеты, отчеканенные под руководством Эдберта, содержали 70% серебра и были схожи по типу и деталям, что позволяет предположить возможность составления хронологии для монет Беорны, используя установленную последовательность для нортумбрийских монет Эдберта. Однако, поскольку правление Эдберта началось в 738 году, за несколько лет до того, как Беорна стал королём Восточной Англии, монеты не могут быть связаны друг с другом достаточно тесно, чтобы построить надёжную хронологию.
Позже монет Верферта были выпущены монеты Эфе: они, безусловно, самые многочисленные, имеют штампы, которые меняются со временем. Анализ распределения позволяет предположить, что монетный двор Эфе, возможно, располагался в северном Суффолке или южном Норфолке. Возможно, что название деревни Юстон в графстве Суффолк, расположенной немного к юго-востоку от Тетфорда, происходит от Эфе.
На лицевых штампах Эфе изображены имя и титул короля, обычно написанные смесью рун и латинского алфавита, при этом некоторые аспекты монет иногда прорисованы неправильно или вообще опущены. Имя короля обычно располагается вокруг центрального мотива в виде гранулы (или креста) внутри круга из гранул: такое расположение, вероятно, заимствовано из нортумбрийских монет. Оборотная сторона состояла из креста и букв E F E, расположенных в четырёх секторах, которые были разделены линиями. Можно сказать, что Эфе не использовал свои чеканы в каком-либо определённом или последовательном порядке. Были проведены расчёты, которые предполагают, что лишь немногие из его чеканов остаются неизвестными.

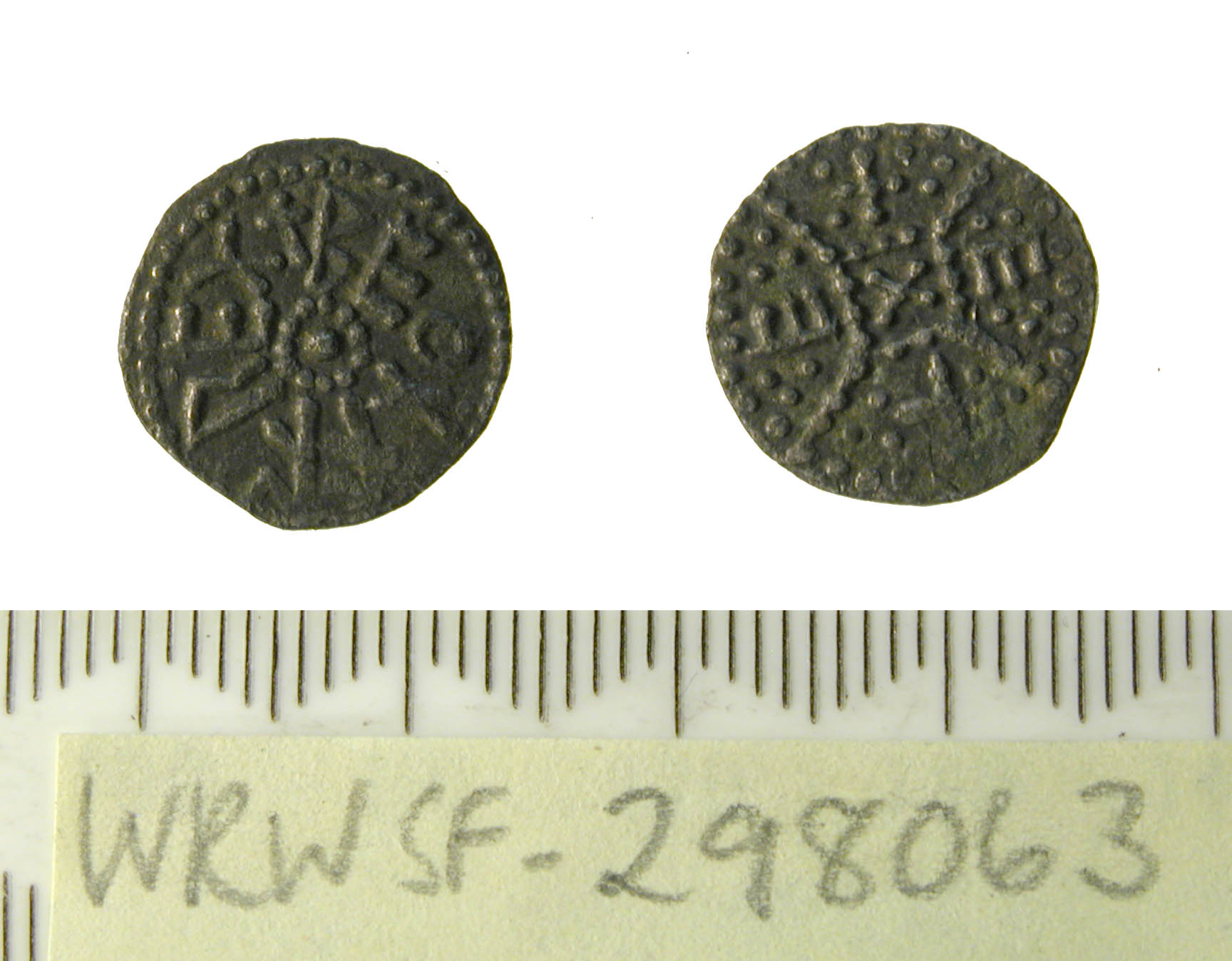
Монета, отчеканенная Эфе

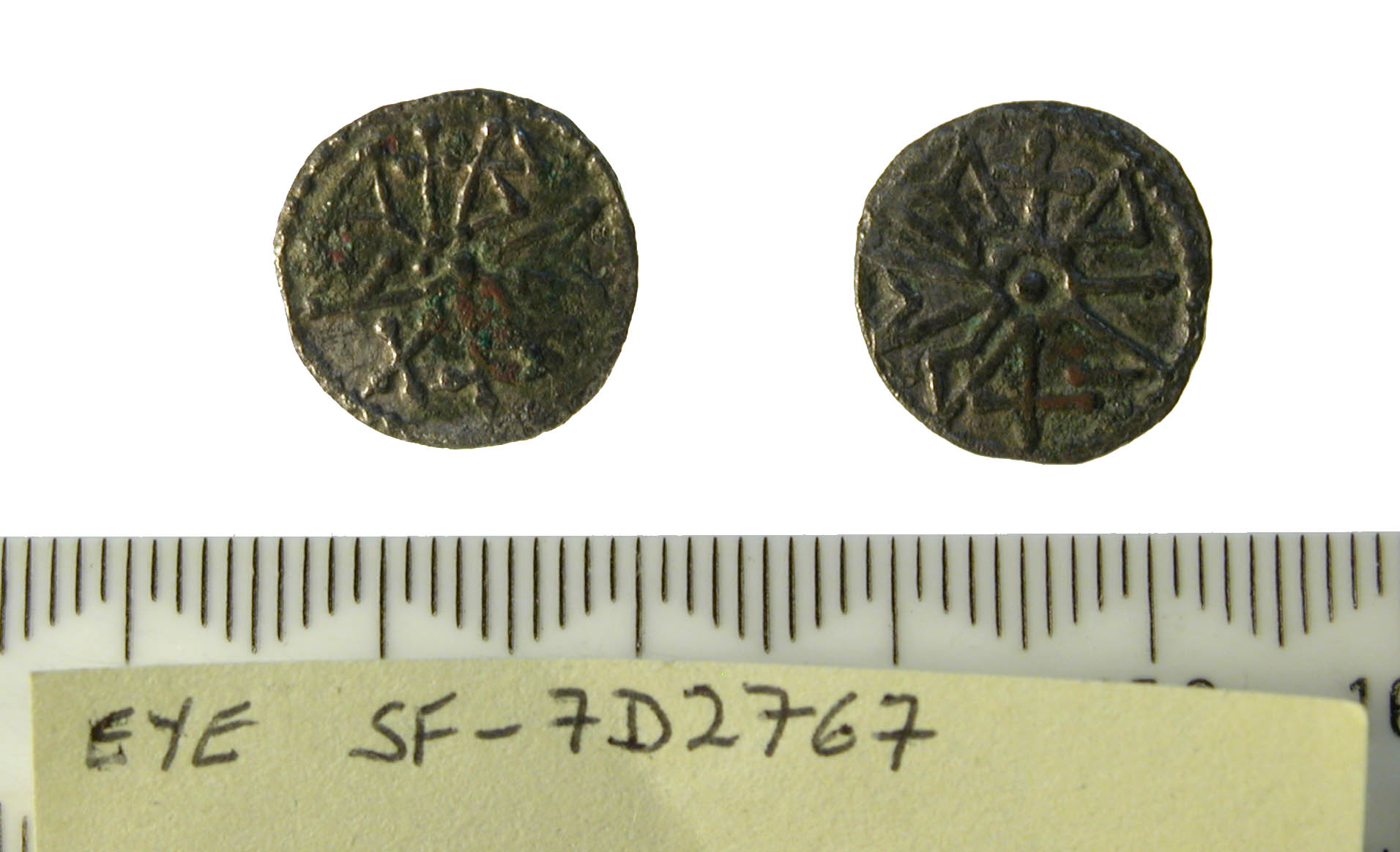
Монета, отчеканенная Уилредом

Монеты, отчеканенные последним известным монетчиком Беорны, Уилредом, настолько отличаются от монет Эфе, что крайне маловероятно, что они были изготовлены на одном и том же монетном дворе или в одно и то же время. Можно также предположить, что Уилред - тот же самый монетчик, который чеканил монеты для Оффы из Мерсии, возможно, в Ипсуиче. Монеты Уилреда могут быть использованы для демонстрации того, что влияние Оффы на восточных англов произошло раньше, чем предполагалось ранее, но они малопригодны для определения надёжной хронологии правления Беорны. Имя Уилреда всегда изображается рунами. Почти на всех его оборотных штампах между элементами его имени (+ ƿil + red) расположены два креста: на большинстве чекан на лицевой стороне изображены кресты и имя короля в аналогичном дизайне, но также есть дополнительная руна. Эта уникальная руна, похожая на ᚹ, возможно, означала ƿald (правитель).
Один из видов монет для Беорны не имеет имени монетчика и на реверсе изображён мотив переплетения. Образец этого типа (ныне утраченный) был найден в Дорестаде, который во времена Беорны был важным торговым центром: эти монеты напоминают франкские или фризские денье, которые выпускались в районе Маастрихта в этот период.
Правление Беорны совпало с помазанием Пиппина Короткого как короля франков после 742 года и последующим лишением власти династии Меровингов, а также с мученической кончиной святого Бонифация и его последователей во Фризии в 754 году. На двух монетах используется руническая буква а в имени Беорна. Руническая буква а была найдена только в другом месте Фризии, что позволяет предположить, что в VIII веке между Фризией и Восточной Англией существовали как торговые, так и языковые связи.